# Prepona favareli
Prepona favareli är en fjärilsart som beskrevs av Le Moult 1932. Prepona favareli ingår i släktet Prepona och familjen praktfjärilar. Inga underarter finns listade i Catalogue of Life.